# Ifigenia in Tauride (Jommelli)
Ifigenia in Tauride è un'opera di Niccolò Jommelli su libretto di Mattia Verazi.
Fu rappresentata per la prima volta al Teatro San Carlo di Napoli il 30 maggio 1771.

## Trama
Nella terra dei Tauri, la ragazza Ifigenia è stata nominata sacerdotessa del tempio di Artemide dopo una travagliata gioventù. Infatti dieci anni prima la giovane viveva tranquillamente in Aulide con il padre Agamennone e la madre Clitennestra fino a quando, per colpa del genitore, fu costretta ad essere sacrificata per volere della dea Artemide affinché l'esercito greco potesse partire con tutti i favori per combattere la guerra di Troia.
Seppur contro voglia, Ifigenia fu costretta ad essere messa in ginocchio davanti all'altare davanti al gran sacerdote che doveva sgozzarla. Tuttavia Artemide, avendo completamente ripugnanza per il cattivo re Agamennone, decise di salvare la figlia mandando una cerva alata sulla piazza e facendo trasportare la ragazza in Tauride. Agamennone e l'esercito sarebbero partiti comunque per la guerra di Troia, vincendola, ma alla fine al momento del ritorno in Grecia gravi sventure avrebbero perseguitato i sopravvissuti. Infatti Agamennone morirà per mano della moglie Clitennestra (stufa dei tradimenti e delle angherie crudeli del marito) e il figlio Oreste, che ha sempre voluto un gran bene al padre piuttosto che alla madre, ucciderà questa in una congiura, venendo poi perseguitato dai mostri Erinni. Qui inizia la storia. Oreste, sempre perseguitato da questi mostri che gli ottenebrano la mente, ha saputo dall'oracolo di Delfi che rubando una reliquia dal tempio di Artemide in Tauride, potrà riacquistare la libertà e la ragione senza più il tormento delle Erinni. Scoperto che al tempio c'è la sorella Ifigenia, i due si abbracciano commossi e progettando il furto. Con loro c'è anche il giovane Pilade, migliore amico di Oreste che lo ha aiutato nella congiura contro Clitennestra, ma che non è stato punito in quanto non membro della stirpe di Atreo. Il furto si sta quasi per compiere, quando i tre ladri vengono scoperti dai Tauri, che avevano stretto un patto ben chiaro con la straniera Ifigenia non appena arrivò nella loro terra: presiedere il santuario di Artemide come sacerdotessa e non permettere che nessuno lo saccheggi. I tre ragazzi vengono imprigionati e costretti ad essere sacrificati sull'altare della piazza, ma Oreste, con un abile sotterfugio, dice al sacerdote che una nave nemica è in arrivo. Il popolo di Tauride si reca a vedere così i tre hanno la libertà di rubare la reliquia al tempio e di fuggire con un mezzo di fortuna a casa.

## Ruoli
| Ruolo                           | Categoria vocale                 | Cast della prima (Direttore: Nicola Fabio) |
| ------------------------------- | -------------------------------- | ------------------------------------------ |
| Ifigenia, sacerdotessa di Diana | soprano                          | Maria Anna Lucia De Amicis-Buonsollazzi    |
| Oreste , suo fratello           | soprano o mezzosoprano, castrato | Gaspare Pacchierotti                       |
| Pilade , amico di Oreste        | tenor                            | Arcangelo Cortoni                          |
| Toante, Re della Tauride        | soprano castrato                 | Tommaso Galeazzi                           |
| Ministro del Tempio di Diana    | contralto castrato               | Pietro Santi                               |
| Diana                           | soprano                          | Teresa Mignoni                             |